# 新潟市道曽和インター信濃町線
新潟市道曽和インター信濃町線（にいがたしどう そわインターしなのまちせん）は、新潟県新潟市西区から同市中央区に至る一級幹線市道。
本市道と国道402号、国道116号を含む区間には西大通り（にしおおどおり）という愛称が付与されている。

## 概要
- 路線名詳細
  - 新潟市道曽和インター信濃町線1号（曽和交差点 - 有明大橋東詰交差点間、西区建設課管理）
  - 新潟市道曽和インター信濃町線2号（有明大橋東詰交差点 - 信濃町交差点間、中央区建設課管理）
- 起点：新潟市西区曽和（曽和交差点・曽和インターチェンジ = 国道116号交点）
- 終点：新潟市中央区信濃町（信濃町交差点 = 国道402号交点）
- 総距離：-km
- 車線数：（下記以外の区間は2車線）
  - 上下3車線による車線変異区間：寺尾上一丁目交差点 - 信濃町交差点

午前は内野方面（西区）から新潟市役所方面（中央区）が2車線、午後は市役所方面から内野方面が2車線

1960年代に国道116号のバイパス道路として開通。新潟市西部の内野・坂井輪地区の幹線道路として、沿線では宅地化・市街地化が急速に進捗した。
2008年（平成20年）4月1日、国道116号の曽和 - 関屋昭和町間が経路変更されたのに伴って、市に移管し一級幹線市道となった。市では当初、旧区間を主要地方道へ指定変更するため県と協議したものの、沿線には主要な鉄道駅や行政機関等が少ないことなどから指定は困難として見送られ、その結果市道として指定されることとなった。市はこの指定変更に伴い、曽和 - 信濃町間の旧区間と信濃町 - 昭和町間の国道402号の区間、昭和町 - 市役所前間の国道116号の区間に愛称を付与することを決め、一般公募により「西大通り」と命名された。
なお当市道を含む西大通りの区間と、新潟県道164号白山停車場女池線のほぼ全線を含む総延長15.0kmの区間は「桜木インター曽和線」として、新潟市の都市計画道路に指定されている。

### 西大通り
- 路線名詳細

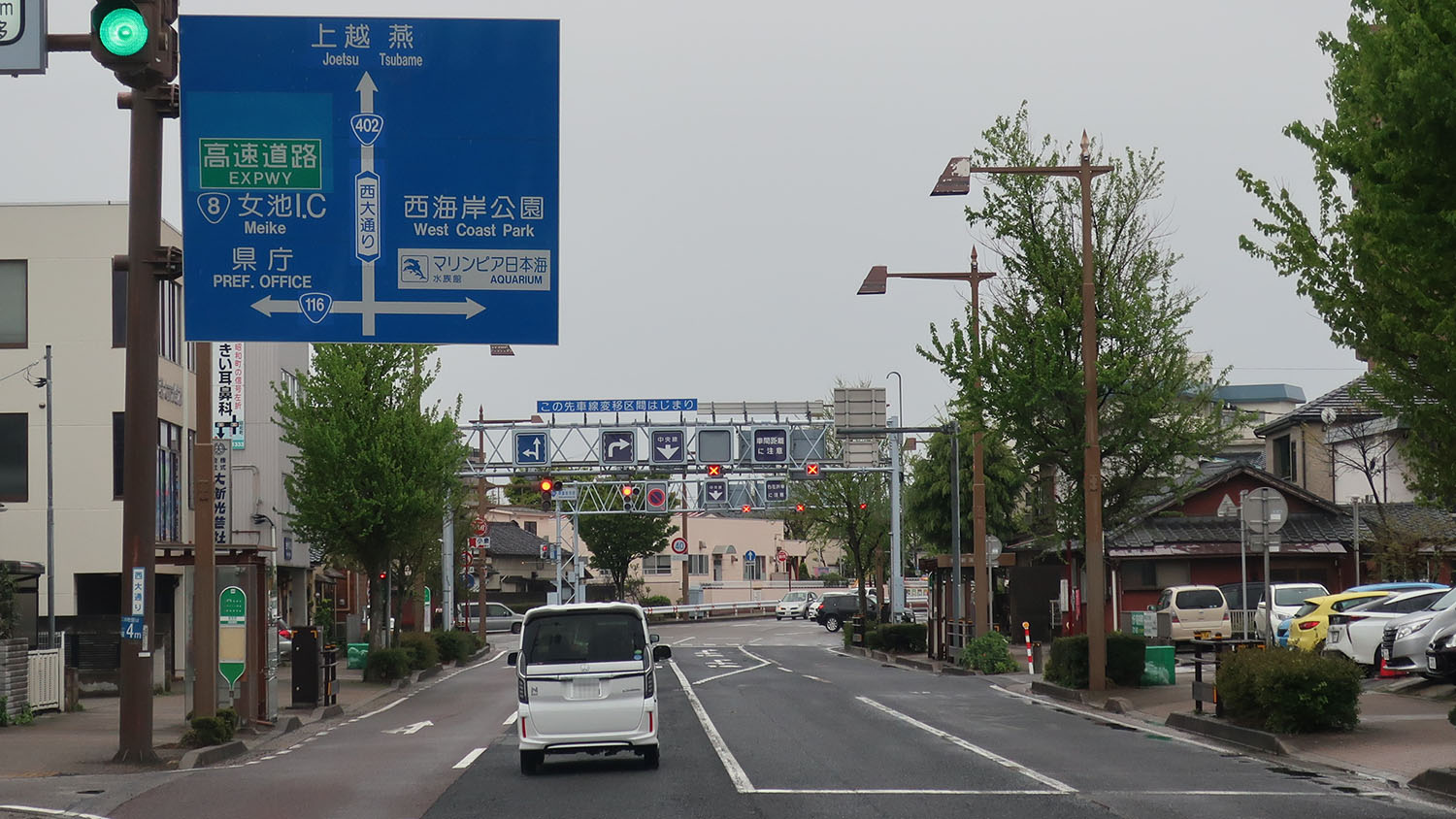
リバーシブルレーンの始まる「関屋昭和町」交差点付近

  - 新潟市道曽和インター信濃町線（曽和交差点 - 信濃町交差点間、上記参照）
  - 国道402号（信濃町交差点 - 関屋昭和町交差点間、中央区建設課管理）
  - 国道116号（関屋昭和町交差点 - 市役所前交差点間、国土交通省北陸地方整備局新潟国道事務所管理）
- 総距離：-km
- 信濃町以東の車線数：（市道区間は上記参照）
  - 上下3車線による車線変異区間：信濃町交差点 - 関屋昭和町交差点

午前は市役所方面が2車線、午後は西区及び郊外方面が2車線
  - 4車線：関屋昭和町交差点 - 市役所前交差点

このうち、電線地中化が市役所前交差点 - 青山八丁目交差点間で、歩道のカラー舗装が市役所前交差点 - 小針十字路交差点でなされている。また、中央区学校町から西区寺尾西の約７ kmは、バス優先レーンが設定されている（2019年11月まではバス専用レーンであった）。この区間には新潟交通 W2 西小針線などのバス路線が通っている。なお、道路自体が「西小針線」と呼ばれることもあった。
国道116号区間の新潟大学歯学部以西は、蔵所堀を埋めて造成した道路であり、蔵所堀通という別名も存在する。関屋御船蔵町という地名はその名残である。また、蔵所堀通りの北側には学校町通りが平行している。学校町通りは、西行きの一方通行で、自営業者が並ぶ商店街となっている。
関屋昭和町交差点の五差路以西は3車線となる。国道402号区間の弥生町付近からは関屋駅橋上化に伴い、関屋駅へのアクセス路が設置された。また、この付近、かつて関屋競馬場が存在したことから、西大通りから南へ伸びる路地には、「競馬場踏切」が存在する。新潟交通路線バスは、関屋分水を渡る有明大橋の手前である有明台までが市内均一料金区間である。
有明大橋 - 新大入口丁字路間は新潟砂丘の尾根線を伝うため、沿線は細かな起伏が連続する。松美台、小針上山、小針台、西小針台、寺尾台、坂井砂山といった沿線の地名や、晴海が丘、希望が丘、自由が丘、茜が丘、日和が丘、道上が丘、南が丘といった沿線のバス停名や自治会名からも、起伏があることを想像できる。
市道小針線との交差点である小針十字路はかつて小針銀座と呼ばれ、スクランブル交差点になっていたなど賑わいを見せた。しかし、大堀幹線沿線や小新インター付近のロードサイド店舗の出現により自営業者が廃業し、衰退が激しい。近年は自営業者が入居していた跡地に学習塾や予備校が入居し、学習塾や予備校が集積する地区となった。
この区間は宅地化が進捗し、特に関屋昭和町交差点 - 小針十字路交差点間の界隈は都心へのアクセスの良さから転勤者向けの社宅も多い。
新大入口丁字路は学生街の様相を呈し、学生向けのアパートが多数存在する。坂井交差点 - 槇尾大橋間はウィズプラザ新通といった大型開発もあり、広い敷地を利用したロードサイド店舗が並ぶ。また、プラッツ新通や信楽園病院の移転により、新潟交通の信楽園病院行きのバスが新設された。

## 通過する行政区
- 新潟市（西区 - 中央区）

## 主な接続路線
- 新潟市西区
  - 国道116号・新潟西バイパス（曽和IC）
  - 新潟県道2号新潟寺泊線（槙尾交差点）
  - 新潟県道16号新潟亀田内野線（坂井交差点）
  - 新潟市道小針線（小針十字路交差点）
- 新潟市中央区
  - 国道402号（信濃町交差点）